# 粉藍色豆娘
粉藍色豆娘（學名：Arabicnemis caerulea）是一種豆娘。牠們分佈在阿曼、阿拉伯聯合大公國及葉門。牠們棲息在河流、淡水泉及運河，但卻受到失去棲息地的威脅。